# Риг-Риг
Риг-Риг (фр. Rig-Rig) — город и супрефектура в Чаде, расположенный на территории региона Канем. Входит в состав департамента Северный Канем.

## Географическое положение
Город находится в западной части Чада, к северо-востоку от озера Чад, на высоте 307 метров над уровнем моря.
Населённый пункт расположен на расстоянии приблизительно 243 километров к северо-северо-западу (NNW) от столицы страны Нджамены.

## Население
По данным официальной переписи 2009 года численность населения Риг-Рига составляла 31 498 человек (16 177 мужчин и 15 321 женщина). Население супрефектуры по возрастному диапазону распределилось следующим образом: 46,9 % — жители младше 15 лет, 47,6 % — между 15 и 59 годами и 5,5 % — в возрасте 60 лет и старше.

## Транспорт
Ближайший аэропорт расположен в городе Бол.